# ザ・ラストシップのエピソード一覧
ザ・ラストシップのエピソード一覧（ザ・ラストシップのエピソードいちらん）は、ウィリアム・ブリンクリーによる1988年の同名の小説を原作としたアメリカ合衆国のテレビドラマ、『ザ・ラストシップ』（原題：The Last Ship）のエピソードの一覧である。
2013年5月にケーブルネットワークTNTが10エピソードを発注し、2014年6月22日の夜9時（東部標準時）から初回放送された。
2015年6月21日から第2シーズンが放送され、
2016年6月19日から第3シーズンが放送され、
2017年8月20日から第4シーズンが放送された。
最終第5シーズンは2018年の夏から放送された。

## シリーズ概要
| シーズン | シーズン | 話数 | 初放送日      | 初放送日       |
| シーズン | シーズン | 話数 | シーズン初回  | シーズン最終回 |
| -------- | -------- | ---- | ------------- | -------------- |
|          | 1        | 10   | 2014年6月22日 | 2014年8月24日  |
|          | 2        | 13   | 2015年6月21日 | 2015年9月6日   |
|          | 3        | 13   | 2016年6月19日 | 2016年9月11日  |
|          | 4        | 10   | 2017年8月20日 | 2017年10月8日  |
|          | 5        | 10   | 2018年9月9日  | 2018年11月11日 |

## エピソード一覧

### シーズン1 (2014)
| No. シリーズ内 | No. シーズン内 | タイトル                                | 監督                       | 脚本                                          | 初回放送日    | プロダクションコード | 合衆国視聴者数 (百万人) |
| --- | -------------- | --------------------------------------- | -------------------------- | --------------------------------------------- | ------------- | -------------------- | ----------------------- |
| 1 | 1              | "フェーズ6" "Phase Six"                 | ジョナサン・モストウ       | ハンク･スタインバーグ、スティーヴン･ケイン    | 2014年6月22日 | 101                  | 5.33                    |
| レイチェル・スコット博士とクインシー・トフェット博士の2人のウイルス学者は、一般人ではあるが鳥の研究のためトム・チャンドラー艦長と乗組員と共に駆逐艦「ネイサン・ジェームズ」に乗り北極へ向かうこととなる。ロシア軍の離反者から襲撃を受けたことをきっかけに、チャンドラー艦長は博士たちが実は致死性のウイルスのサンプルを集めていること、彼らが海に出ている間に人口の80%がそのウイルスに感染したことを知る。現存する合衆国政府は艦に帰港を命じ、乗組員達は必死で家族に連絡を取ろうとするも、多くは失敗に終わる。突然の核爆発の後に乗組員達は客船に潜入するが、客船は感染し死亡した亡骸で溢れかえっている。今や広大な海に浮かぶネイサン・ジェームズがワクチンを完成させるのに最も安全な場所となる。 |                |                                         |                            |                                               |               |                      |                         |
| 2 | 2              | "グアンタナモの罠" "Welcome to Gitmo"   | ジャック・ベンダー         | ハンク･スタインバーグ、ジョシュ・シェアー     | 2014年6月29日 | 102                  | 4.65                    |
| チャンドラー艦長と乗組員達は食料や医薬品、燃料を入手するためグアンタナモ湾の米軍基地を目指し、目的の物資を持ち出すために3つのチームを編成して基地へ乗り込む。基地ではアルカーイダの残党である脱獄犯達から攻撃を受けるも、数週間生き延びていた白髪混じりの民間警備員の助けを得る。一方艦内では、トフェット博士が何者かの命令を受け、研究を妨害しロシアの軍艦が到着するまでネイサン・ジェームズの出発を遅らせようとする。 |                |                                         |                            |                                               |               |                      |                         |
| 3 | 3              | "脱出" "Dead Reckoning"                 | ジャック・ベンダー         | スティーヴン･ケイン                           | 2014年7月6日  | 103                  | 4.09                    |
| ネイサン・ジェームズはロシアの軍艦とその司令官と対峙する。軍艦の司令官はチャンドラー艦長が著書で学ぶほどの伝説的人物である。クインシー博士はスコット博士を誘拐しようとし、ロシア人に家族を人質に取られていることを明らかにする。ネイサン・ジェームズはステルス作戦で脱出を試み、グリーン大尉とフォスター大尉はロシアの軍艦を無力化する作戦に取り掛かる。 |                |                                         |                            |                                               |               |                      |                         |
| 4 | 4              | "命の水" "We'll Get There"              | ジャック・ベンダー         | クイントン・ピープルズ                        | 2014年7月13日 | 104                  | 4.56                    |
| グアンタナモ基地を出発後、ネイサン・ジェームズの推進機構に重大な問題が発生し、艦と乗組員は危機的状況に陥る。スコット博士のウイルスのサンプルの冷却と研究成果の保持に必要な電力も得られず、チャンドラーは艦の水不足と推進力不足の解決策を思いつく。 |                |                                         |                            |                                               |               |                      |                         |
| 5 | 5              | "密林の王国" "El Toro"                  | ポール・ホラハン           | ハンク･スタインバーグ、キャメロン・ウェルシュ | 2014年7月20日 | 105                  | 4.06                    |
| チャンドラーは探索隊を率い、スコット博士のワクチン研究の完成に必要な猿を手に入れるため、ジャングルへ向かう。ジャングルで乗組員達は以前麻薬王だった男に囚われるが、男は川のほとりに非感染者の村を作り非人道的な支配をしている。艦長らはミッション遂行と村人の救助が困難な状況にあるとすぐに気づく。 |                |                                         |                            |                                               |               |                      |                         |
| 6 | 6              | "疑心の果てに" "Lockdown"               | セルジオ・ミミカ＝ゲッザン | ハンク･スタインバーグ                         | 2014年7月27日 | 106                  | 4.36                    |
| スコット博士のワクチンの試験は成功目前であると艦内に公表されるも、グリーン大尉が何らかの病にかかり、艦はパニックに陥る。チャンドラーは自分自身とワクチン研究、両方に対する乗員の不信感に対処せねばならなくなる。 |                |                                         |                            |                                               |               |                      |                         |
| 7 | 7              | "SOS"                                   | マイケル・ケイトルマン     | ジェシカ・バトラー、ジル・ブランケンシップ    | 2014年8月3日  | 107                  | 4.15                    |
| 治療薬の完成まであと少しというところで、スコット博士はウイルスに人為的な改変が加えられていることを発見し、ワクチンの完成がほぼ不可能であると悟る。通信室では、ジャマイカの漁船に取り残されていた50人のうち、たった一人生き残った者からの悲痛な通信を受信する。乗員は漁船の生存者の救助に向かうが、ミッションの最後に待ち伏せに遭う。銃撃戦の末にテックスとチャンドラーが何もない海域に取り残され、ロシア軍に捕らわれてしまう。 |                |                                         |                            |                                               |               |                      |                         |
| 8 | 8              | "喪失" "Two Sailors Walk Into a Bar..." | マイケル・ケイトルマン     | ジョシュ・シェアー、キャメロン・ウェルシュ    | 2014年8月10日 | 108                  | 4.61                    |
| ロシアの軍艦に連行されたチャンドラーとテックス。ルスコフは「スコット博士と彼女の研究、始原株を渡さなければ艦を破壊する」とネイサン・ジェームスに脅しをかける。 ネイサン・ジェームス乗員はチャンドラーとテックスを救うための方法を模索することを余儀なくされる。 捕らわれた3人に加えて2人の一般人を救出することに成功し、ロシア軍艦に壊滅的なダメージを与えることにも成功するが、エピソードは悲劇的な最後を迎える。 |                |                                         |                            |                                               |               |                      |                         |
| 9 | 9              | "希望の夜明け" "Trials"                 | ジャック・ベンダー         | オナリー・ハンター・ヒューズ                  | 2014年8月17日 | 109                  | 4.12                    |
| スコット博士がネイサン・ジェームズに戻り、人体でのワクチンテストの準備が始まる。志願した乗員の中から、遺伝学的見地に基づいて6人の乗員が被験者として選ばれる。しかし試験は順調には進まず、スコット博士とクインシーが予測していたよりもはるかに激しい症状と副作用に被験者は苦しむ。原因に対する二人の見解は食い違い、テストは完全な失敗に終わるのではないかと思われたが、スコット博士はウイルスが激しい自己免疫反応を引き起こし、免疫系が自身を攻撃していることを突き止める。ワクチンと治療法はついに見つかるが、乗員は仲間の一人を失うことになってしまう。 |                |                                         |                            |                                               |               |                      |                         |
| 10 | 10             | "苦い帰郷" "No Place Like Home"         | ブラッド・ターナー         | スティーヴン･ケイン                           | 2014年8月24日 | 110                  | 4.38                    |
| ネイサン・ジェームズはボルチモアの政府施設と交信した後、アメリカ本国へ帰還する。ボルチモアの政府組織はグランダーソン中尉の母親であり防衛政策協議会の生き残りであるグランダーソン副議長の指揮下にあり、スコット博士は施設においてワクチンの量産ができるのではと期待していたが、全てが予想通りにはいかない。家族の居場所を突き止めたチャンドラーは新体制の裏側に隠された恐ろしい秘密を知る結果となる。一方、州警察官はグランダーソン副議長と結託しネイサン・ジェームズを制圧、乗員は殺傷され艦内のラボとワクチンを掌握されてしまう。 |                |                                         |                            |                                               |               |                      |                         |

### シーズン2 (2015)
| No. シリーズ内 | No. シーズン内 | タイトル                              | 監督                       | 脚本                                           | 初回放送日    | プロダクションコード | 合衆国視聴者数 (百万人) |
| --- | -------------- | ------------------------------------- | -------------------------- | ---------------------------------------------- | ------------- | -------------------- | ----------------------- |
| 11 | 1              | "悪夢の町" "Unreal City"              | ジャック・ベンダー         | ハンク･スタインバーグ、スティーヴン･ケイン     | 2015年6月21日 | 201                  | 2.94                    |
| グランダーソン一派にネイサン･ジェームズとスコット博士とサンプル及び治療薬を掌握され、チャンドラーは数名の乗員と共にグランダーソン副議長の急所を突くため行動を起こそうと企み、偶然出会ったトールバルトと同盟を組むことになる。 |                |                                       |                            |                                                |               |                      |                         |
| 12 | 2              | "理想を求めて" "Fight the Ship"       | ジャック・ベンダー         | ハンク･スタインバーグ、スティーヴン･ケイン     | 2015年6月21日 | 202                  | 2.94                    |
| チャンドラーとトールバルトはグランダーソン副議長の拠点を襲撃し、ネイサン･ジェームスの乗員は艦の指揮を取り戻そうと戦う。 |                |                                       |                            |                                                |               |                      |                         |
| 13 | 3              | "新たなる旅立ち" "It's Not a Rumor"   | ティム・マシスン           | ハンク･スタインバーグ                          | 2015年6月28日 | 203                  | 3.28                    |
| ネイサン・ジェームスはノーフォークに着き、乗員は家族を探す。妻を失ったチャンドラーは子供たちと暮らすことを考えるが、任務に戻ることを決める。ニルスがフロリダに着き、免疫者グループに会う。 |                |                                       |                            |                                                |               |                      |                         |
| 14 | 4              | "病院船サラス" "Solace"               | セルジオ・ミミカ＝ゲッザン | スティーヴン･ケイン                            | 2015年7月5日  | 204                  | 2.62                    |
| ネイサン・ジェームスは有用な設備を備えた病院船サラスを洋上で見つけて乗り込むが、謎の武装集団と遭遇して戦闘となる。 |                |                                       |                            |                                                |               |                      |                         |
| 15 | 5              | "アキレスの槍" "Achilles"             | ジャック・ベンダー         | マーク・マローン                               | 2015年7月12日 | 205                  | 3.00                    |
| ネイサン・ジェームスは潜水艦を捜索し、病院船でとらえた捕虜が情報を漏らし始める。 |                |                                       |                            |                                                |               |                      |                         |
| 16 | 6              | "大統領誕生" "Long Day's Journey"     | ポール・ホラハン           | スティーヴン･ケイン                            | 2015年7月19日 | 206                  | 3.02                    |
| 地上のワクチン製造施設が免疫保持者グループに破壊される。ネイサン・ジェームスは潜水艦を追う。 |                |                                       |                            |                                                |               |                      |                         |
| 17 | 7              | "思わぬ再会" "Alone and Unafraid"     | ネルソン・マコーミック     | ジル・ブランケンシップ、ジェシカ・バトラー     | 2015年7月26日 | 207                  | 2.96                    |
| チャンドラーらは免疫保持者グループに潜入し、大統領を救出する。ニルスが免疫保持者グループに加わり、ウイルスを拡散しようとする。 |                |                                       |                            |                                                |               |                      |                         |
| 18 | 8              | "安全地帯" "Safe Zone"                | ハンク･スタインバーグ      | ハンク･スタインバーグ                          | 2015年8月2日  | 208                  | 2.86                    |
| チャンドラーは大統領の洗脳を解こうとする。スコット博士はワクチンの新しい拡散方法を開発しようとする。 |                |                                       |                            |                                                |               |                      |                         |
| 19 | 9              | "暗雲" "Uneasy Lies the Head"         | ピーター・ウェラー         | ニック・ヴァン・ジーブルーク                   | 2015年8月9日  | 209                  | 2.98                    |
| 乗員はニュー・オーリンズに上陸する。スコット博士はニルスを殺し、肺からワクチンの新しい拡散法のためのサンプルを摘出する。 |                |                                       |                            |                                                |               |                      |                         |
| 20 | 10             | "正義の行方" "Friendly Fire"          | マリオ・ヴァン・ピーブルズ | オナリー・ハンター・ヒューズ                   | 2015年8月16日 | 210                  | 2.81                    |
| 免疫保持者グループが携帯電話の通信網ワルキューレを使い、情報を拡散していることが分かる。スコット博士が呼吸によってワクチンを拡散する手法を開発する。 |                |                                       |                            |                                                |               |                      |                         |
| 21 | 11             | "ワルキューレ" "Valkyrie"             | オラトゥンデ・オスンサンミ | スティーヴン･ケイン                            | 2015年8月23日 | 211                  | 2.69                    |
| ワルキューレによって海軍が非難され、扇動された一般市民の攻撃で乗員が死傷する。ワルキューレ開発者のヴァレリーがネイサン・ジェームズの捕虜となる。 |                |                                       |                            |                                                |               |                      |                         |
| 22 | 12             | "対決の時" "Cry Havoc"                | グレッグ・ビーマン         | マーク・マローン、ニック・ヴァン・ジーブルーク | 2015年8月30日 | 212                  | 2.96                    |
| ネイサン・ジェームズは免疫者の潜水艦アキレスと市民による封鎖によって包囲されて危機に陥り、大統領とスコット博士を陸上に避難させる。スコット博士は呼吸によって感染者を治療する。アキレスの魚雷攻撃でネイサン・ジェームズは魚雷発射不能となるが、アキレスも被害を受けて浮上する。上陸班は免疫者の対艦ミサイル発射台を乗っ取ってアキレスにミサイルを命中させ、ネイサン・ジェームズが砲撃を加えてアキレスは沈没する。ショーン・ラムジーは沈みゆく艦内で目を覚ますが、弟ネッド・ラムジーは既に事切れている。ラムジー兄弟は潜水艦と共に海の藻屑と消える。 |                |                                       |                            |                                                |               |                      |                         |
| 23 | 13             | "誇り高き祖国" "A More Perfect Union" | ジャック・ベンダー         | アン・コフェル・ソーンダース                   | 2015年9月6日  | 213                  | 2.75                    |
| ネイサン・ジェームズはミシシッピ川を上る。大統領はネイサン・ジェームズの寄港予定をワルキューレで放送して港に国民を集め、呼吸と接触で免疫を広げようとする。上陸したテックスは娘に再会する。大統領はセントルイスを首都とする。だが自然免疫者グループは妨害を続け、スコット博士を暗殺する。 |                |                                       |                            |                                                |               |                      |                         |

### シーズン3 (2016)
| No. シリーズ内 | No. シーズン内 | タイトル                          | 監督                   | 脚本                                                  | 初回放送日    | プロダクションコード | 合衆国視聴者数 (百万人) |
| --- | -------------- | --------------------------------- | ---------------------- | ----------------------------------------------------- | ------------- | -------------------- | ----------------------- |
| 24 | 1              | "アジアの火種" "The Scott Effect" | マイケル・ケイトルマン | スティーヴン・ケイン                                  | 2016年6月19日 | 301                  | 1.79                    |
| アメリカは平穏を取り戻しつつあり、中国を通じて治療法をアジア各国に供給する。日本で治療法が効かない事態が起き、アメリカ海軍作戦部長となったチャンドラーはヴァレリーとともに香港でのサミットに派遣され、元恋人の海軍情報部員サーシャ・クーパーに再会する。チャンドラーは中国のポン・ウー主席を責める。ネイサン・ジェームズの艦長となったスラッタリーは、中国と敵対するベトナムに上陸し歓迎パーティーで誘拐される。ヴァレリーの乗る飛行機は爆破される。 |                |                                   |                        |                                                       |               |                      |                         |
| 25 | 2              | "悪い知らせ" "Rising Sun"         | マイケル・ケイトルマン | ハンク･スタインバーグ                                 | 2016年6月19日 | 302                  | 1.78                    |
| 地域権力者たちは配給制の件でミッチェナー大統領を批判する。ポン主席はチャンドラーが死んだとミッチェナーに告げる。ベトナムに上陸した乗員のうち二人は逃げ、サーシャの知人ジェシーの操縦するヘリに乗ったチャンドラー、ウルフ、サーシャとともにネイサン・ジェームズに着く。誘拐された乗員たちは血液を採取される。 |                |                                   |                        |                                                       |               |                      |                         |
| 26 | 3              | "荒ぶる神" "Shanzhai"             | ポール・ホラハン       | ジョージ・ザマコーナ                                  | 2016年6月26日 | 303                  | 2.42                    |
| ネイサン・ジェームズは中国領内の町シャンザイに来て、海賊タケハヤが乗員を誘拐したことを知るが、中国国家安全部と遭遇する。チャンドラーが副長に指名したグランダーソンに説得されたジェリーは、ヘリコプターを飛ばしてチャンドラーらを救出する。海賊に誘拐された乗員は血液を採取されて輸血に使われる。誘拐された乗員の映像が世界中に流れる。 |                |                                   |                        |                                                       |               |                      |                         |
| 27 | 4              | "共通の敵" "Devil May Care"       | ポール・ホラハン       | ニック・ヴァン・ジーブルーク                          | 2016年7月3日  | 304                  | 1.97                    |
| タケハヤはアメリカ海軍の船が日本から出ていかないと人質を処刑すると脅し、大統領は政治的窮地に陥る。スラッタリーに対しタケハヤは、アメリカのもたらした治療法は効かず、アメリカが日本人を殺したと非難し、免疫者からの輸血で症状を緩和させていると言う。ネイサン・ジェームズは人質を探しに西沙諸島へ向かうが燃料が不足する。チャンドラーはチームを率いて主席官邸に侵入し、ポンを脅して給油の妨害を辞めさせる。タケハヤはアメリカと中国の共通の敵であるとポンは言う。西沙諸島でネイサン・ジェームズは大量の機雷原に直面する。                                                                                               |                |                                   |                        |                                                       |               |                      |                         |
| 28 | 5              | "動く標的" "Minefield"            | ピーター・ウェラー     | マーク・マローン                                      | 2016年7月10日 | 305                  | 2.50                    |
| 地域権力者たちはセントルイスに集まり、アジアから撤退するようミッチェナーに要求する。ネイサン・ジェームズは機雷原を脱出する。リオス衛生兵はタケハヤの身重の妻キョウコのマラリアを治療する。 |                |                                   |                        |                                                       |               |                      |                         |
| 29 | 6              | "救出の代償" "Dog Day"            | マイケル・ナンキン     | ジル・ブランケンシップ & オナリー・ハンター・ヒューズ | 2016年7月17日 | 306                  | 2.35                    |
| チャンドラーは通信管制を敷き、上陸チームを率いて海賊の基地のあるクモノス島に上陸して海賊を制圧し、現れた中国国家安全部と戦って人質を取り戻す。タケハヤとキョウコは投降する。セントルイスでは、人質奪回作戦の状況が分からず、ミッチェナーは政治的危機に陥る。 |                |                                   |                        |                                                       |               |                      |                         |
| 30 | 7              | "闇の中" "In the Dark"            | スティーブン・ケイン   | ケイティ・スウェイン                                  | 2016年7月24日 | 307                  | 2.46                    |
| 通信管制のまま、ネイサン・ジェームズは中国艦隊から逃げる。タケハヤとキョウコには治療法が効かないことが分かる。艦上でキョウコが出産し、タケハヤはネイサン・ジェームズの逃走を助ける。セントルイスでは、新聞記者のジェイコブ・バーンズがスコット博士を暗殺した免疫保持者から、ミッチェナーが息子をフロリダに呼び寄せたせいでパンデミックが広がったことを聞きだして報道する。ミッチェナーは自殺する。 |                |                                   |                        |                                                       |               |                      |                         |
| 31 | 8              | "陰謀" "Sea Change"               | ジェニファー・リンチ   | サラ H. ホート                                        | 2016年7月31日 | 308                  | 2.40                    |
| セントルイスでは副大統領のハワード・オリバーが大統領に就任する。ネイサン・ジェームズはタケハヤに誘拐を促した密輸屋を探す。シャンザイは何者かに破壊され、テイラーはポンの右腕のラウ・フーを殺す。ポンがベトナムでの誘拐を仕組み、治療法を無効化するレクチンを散布してウイルスを変成させ、日本を壊滅させたことが分かる。 |                |                                   |                        |                                                       |               |                      |                         |
| 32 | 9              | "天国の島" "Paradise"             | ポール・ホラハン       | ジョージ・ザマコーナ                                  | 2016年8月14日 | 309                  | 2.00                    |
| ネイサン・ジェームズは避難民の楽園パライソ島に来て、レクチンを散布するミサイルの工場を発見する。僚艦ヘイワード、シャクルトンと共に、ミサイルを韓国に運ぶ中国艦を撃沈するが、中国本土からのミサイルでシャクルトンは破壊され轟沈し、ヘイワードは大破する。カーラはネイサン・ジェームズからの映像伝送を妨害する信号が、艦の位置情報を漏洩していたことを知る。外務長官のリベロは地域権力者ビーティと接触して殺される。特別補佐官のアリソン・ショーがオリバー大統領を幽閉し、脅迫して権力を握る。 |                |                                   |                        |                                                       |               |                      |                         |
| 33 | 10             | "遵守と適応" "Scuttle"            | メアジー・アルマス     | アイラ・パーカー                                      | 2016年8月21日 | 310                  | 2.32                    |
| ネイサン・ジェームズに移乗し、自艦ヘイワードを自沈させたメイラン艦長はホワイトハウスからの命令に従ってチャンドラーを逮捕し、スラッタリーを解任する。チャンドラーは軍法会議を要求してメイランの上級士官たちを一室に集め、そのすきにスラッタリーが艦の支配を取り戻す。ショーに強制されたオリバー大統領は地域権力者のために政策を変更する。カーラは逃亡してバーンズ記者と協力し、ポンに内通したショーがアメリカを分割し地域権力者の支配下に置こうとしていることを知る。 |                |                                   |                        |                                                       |               |                      |                         |
| 34 | 11             | "民族の誇り" "Legacy"             | ポール・ホラハン       | ハイラム・マーティネス                                | 2016年8月28日 | 311                  | 2.54                    |
| カーラとバーンズは、地域権力者プライスの下で働いていたテックスに助力を求める。ミッチェナーは自殺ではなく、ショーの手配で殺されたことが分かる。ポンは自ら東京に乗り込み、国立博物館で国宝を破壊する。ネイサン・ジェームズは東京湾に潜入し、レクチン散布ミサイルを押収し、ポンを急襲する。タケハヤは弱った体でポンを殺し、家族ともに祖国に留まる。オリバー大統領はカーラとテックスに救出されるがバーンズは殺される。自らの余命を悟ったタケハヤは本名をチャンドラーに伝え東京へと帰っていく。ショーはミッチェナー殺害の罪をチャンドラーとオリバーに着せ、連邦政府の権力を地域権力者たちに委譲し、軍の最高幹部を暗殺する。 |                |                                   |                        |                                                       |               |                      |                         |
| 35 | 12             | "抵抗勢力" "Resistance"           | アントン・クロッパー   | マーク・マローン & ニック・ヴァン・ゼーベレック       | 2016年9月4日  | 312                  | 2.13                    |
| オリバー大統領、カーラ、テックス、その娘キャスリーンはサンディエゴの海軍基地に向かう。死んだビーティーの支配地域の配分をめぐって地域権力者たちは口論しショーが仲裁する。ネイサン・ジェームズはチャンドラーを逮捕したふりをしてアメリカ本土に帰る。ショーと地域権力者たちはネイサン・ジェームズにミサイルを撃ち、カーラらの目の前で艦に命中する。だが命中した艦は囮の中国艦であり、チャンドラー率いる部隊は上陸しオリバー大統領らと合流する。一行は南西部の地域権力者カステーヨを捕え、その支配下にあった軍はオリバー大統領に忠誠を誓う。ショーはネイサン・ジェームズが無事であることに気づく。                         |                |                                   |                        |                                                       |               |                      |                         |
| 36 | 13             | "ひたすら前へ" "Don't Look Back"  | ピーター・ウェラー     | ジル・ブランケンシップ & オナリー・ハンター・ヒューズ | 2016年9月11日 | 313                  | 2.27                    |
| チャンドラーは残る三人の地域権力者とショーを捕えるために4つの上陸部隊を送り出す。クロフトとウィルソンを捕えるが、セントルイスのショーはプライスと共にブラックボックスを起動して、無人攻撃機のミサイルをネイサン・ジェームズに発射した後に、プライスを殺す。ショーを狙った上陸部隊はホワイトハウスを制圧してネイサン・ジェームズへの攻撃を無力化する。ショーはチャンドラーの父ジェッドを殺して子供たちを人質に取り、チャンドラーの身柄と交換して飛行機で逃亡をはかる。撃ち合いでテックスは死に、怒りにかられたチャンドラーはショーを殺す。チャンドラーは軍を去り、オリバー大統領は国民に呼びかける。                    |                |                                   |                        |                                                       |               |                      |                         |

### シーズン4 (2017)
| No. シリーズ内 | No. シーズン内 | タイトル                                  | 監督                 | 脚本                                                                                       | 初回放送日    | プロダクションコード | 合衆国視聴者数 (百万人) |
| --- | -------------- | ----------------------------------------- | -------------------- | ------------------------------------------------------------------------------------------ | ------------- | -------------------- | ----------------------- |
| 37 | 1              | "救いの種" "In Media Res"                 | ポール・ホラハン     | ハンク･スタインバーグ、スティーヴン･ケイン                                                 | 2017年8月20日 | 401                  | 1.87                    |
| 16か月後、ウイルスは変異してほとんどの食用植物を死滅させ、人類は食料危機にある。ネイサン・ジェームズは疫病に耐性のあるアフリカ原産のアブラヤシの種子を探す。トム・チャンドラーは子供たちとともにギリシャに隠れ住んでいる。 |                |                                           |                      |                                                                                            |               |                      |                         |
| 38 | 2              | "名無しの男" "The Pillars of Hercules"    | レザ・タブリッチ     | ハンク･スタインバーグ、オナリー・ハンター・ヒューズ、スティーヴン･ケイン                   | 2017年8月20日 | 402                  | 1.65                    |
| チャンドラーは友人を殺したギャング組織に潜入して格闘試合に出され、指導者ジョルジオの姉ルチアと親しくなる。ネイサン・ジェームズはアルジェリア沖で突然に攻撃される。 |                |                                           |                      |                                                                                            |               |                      |                         |
| 39 | 3              | "三つ巴" "Bread and Circuses"             | ボビー・ロス         | アイラ・パーカー                                                                           | 2017年8月27日 | 403                  | 1.65                    |
| ネイサン・ジェームズの上陸班はアルジェリアのオランに潜入するが、種子はテロリストのオマールの手に渡る。オマールはサルディーニャ島に来て種子をジョルジオに売ろうとする。ネイサン・ジェームズはサルディーニャ島までオマールを追跡し、上陸班は闘技場でチャンドラーに再会する。スラッタリーは種子を手に入れるが、ルチアに刺される。 |                |                                           |                      |                                                                                            |               |                      |                         |
| 40 | 4              | "艦長を救出せよ" "Nostos"                 | ケネス・フィンク     | ジル・ブランケンシップ                                                                     | 2017年9月3日  | 404                  | 1.67                    |
| 種子を持ち、傷を負ったスラッタリーは住民に手当てを受け鎮痛剤としてノストスを与えられ、譫妄状態でさまよいながら過去の幻を見る。ジョルジオとサマール、そしてチャンドラーの加わった上陸班はそれぞれスラッタリーを探す。同盟者スタヴロスのギリシャ海軍艦に乗ったルチアはジョルジオを援護する。上陸班はスラッタリーと種子を確保して帰艦する。ジョルジオはオマールを撃つ。 |                |                                           |                      |                                                                                            |               |                      |                         |
| 41 | 5              | "敵か味方か" "Allegiance"                 | スティーブン・ケイン | マイク・サスマン                                                                           | 2017年9月10日 | 405                  | 1.46                    |
| ネイサン・ジェームズは海上で難民を救助するが、中には種子を盗もうとするイギリスの情報機関員シンクレアが紛れている。チャンドラーは再び軍務に復帰するが、乗員たちは複雑な思いを抱える。 |                |                                           |                      |                                                                                            |               |                      |                         |
| 42 | 6              | "敵中突破" "Tempest"                      | ピーター・ウェラー   | ケイティー・ウェイン                                                                       | 2017年9月17日 | 406                  | 1.58                    |
| シンクレアはヴェレク博士のグループと組み、フレッチャーに命じてスタヴロスの艦に乗るルチアにネイサン・ジェームズの位置を教えて罠に誘い込む。ネイサン・ジェームズは嵐を利用して突破するが、その隙にシンクレアが乗員を殺して種子を盗み出し、フレッチャーが持って逃げる。シンクレアは死ぬが、種子はジョルジオの手に入る。 |                |                                           |                      |                                                                                            |               |                      |                         |
| 43 | 7              | "祝宴" "Feast"                            | ビル・ロー           | ハイラム・マルティネス                                                                     | 2017年9月24日 | 407                  | 1.54                    |
| ヴェレク博士から種子を取り戻すため、ネイサン・ジェームズ上陸班はジョルジオの家に忍び込んで博士のラボの場所を探すが、そこを復讐のためにオマールが襲う。ジョルジオは逃げるがオマールは死ぬ。入手したデータから、ヴェレク博士は人間から攻撃性を除去して従順とするノストスの麻薬成分とアブラヤシのウイルス耐性を食用植物に仕込もうとしていることがわかる。ラボはギリシャ海軍艦の上にある。 |                |                                           |                      |                                                                                            |               |                      |                         |
| 44 | 8              | "隔離施設" "Lazaretto"                    | ポール・ホラハン     | 原案:ショーン・クック 脚本:ジル・ブランケンシップ                                          | 2017年10月1日 | 408                  | 1.34                    |
| ヴェレク博士はウイルス耐性を他の食用植物に移植する。スタヴロスが艦隊の指揮を執る。フレッチャーはノストスを投与されて従順となったディミトリウス提督に会って殺す。ネイサン・ジェームズの上陸班はヴェレクのラボの船の位置を知るために中継基地のあるクレオス島に潜入し、隔離施設で従順にされたファイターたちを見つける。ジーターは血の混じった咳をし始める。フレッチャーはヴェレクがノストスの従順化成分を食用植物に仕込もうとしていることを知り、ネイサン・ジェームズに連絡するがジョルジオに殺される。ヴェレク自身もノストスの中毒であり、死んだ長男のクリストスの幻を見ていることがわかる。 |                |                                           |                      |                                                                                            |               |                      |                         |
| 45 | 9              | "大いなる犠牲" "Detect, Deceive, Destroy" | ルーカス・エットリン | 原案:オナリー・ハンター・ヒューズ&ジル・ブランケンシップ 脚本:オナリー・ハンター・ヒューズ | 2017年10月8日 | 409                  | 1.34                    |
| ヴェレクはマルタの飛行場から食用植物を世界中に送り出そうとする。ネイサン・ジェームズは3隻のギリシャ海軍艦と交戦して沈め、ジョルジオを殺す。だがヘリは墜落させられ、燃料の不足する中、ヴェレク博士のラボの置かれた第四の艦トリトンの行方はつかめない。 |                |                                           |                      |                                                                                            |               |                      |                         |
| 46 | 10             | "ゲームエンド" "Endgame"                  | ピータ・ウェラー     | ハイラム・マルティネス & アイラ・パーカー                                                  | 2017年10月8日 | 410                  | 1.20                    |
| 上陸班はマルタで、ヴェレクの食用植物と昆虫を焼却する。チャンドラーとサーシャはトリトンに潜入して航行不能とする。ネイサン・ジェームズは小火器で攻撃しつつトリトンに接舷して制圧し、スタヴロスは死ぬ。サーシャは種子を手に入れてルチアを殺す。ヴェレクは自殺する。 |                |                                           |                      |                                                                                            |               |                      |                         |

### シーズン5 (2018)
| No. シリーズ内 | No. シーズン内 | タイトル                      | 監督               | 脚本                                    | 初回放送日     | プロダクションコード | 合衆国視聴者数 (百万人) |
| --- | -------------- | ----------------------------- | ------------------ | --------------------------------------- | -------------- | -------------------- | ----------------------- |
| 47 | 1              | "さらなる脅威" "Casus Belli"  | Paul Holahan       | Steven Kane                             | 2018年9月9日   | 501                  | 1.26                    |
| 3年後、アメリカ海軍は艦隊を再建し、海軍作戦部長となったスラッタリーが率いる。チャンドラーは士官学校で教鞭をとる。メイランを司令官とするメイポート海軍補給基地での艦隊お披露目の最中、基地と艦船のあらゆるコンピューターシステムがハッキングされて無能化され、周辺国を併合して大コロンビア復活を目指す指導者グスタボ主導による空襲が行われて、カーラ・グリーン艦長のネイサン・ジェームズを除く全艦船が破壊される。一方で秘密作戦を行うサーシャ、ウルフ、ダニー、アジマのデルタ・チームはパナマで大統領暗殺犯に仕立て上げられ、米海軍への攻撃はその報復だとされる。 |                |                               |                    |                                         |                |                      |                         |
| 48 | 2              | "戦場の霧" "Fog of War"       | Jann Turner        | Jill Blankenship                        | 2018年9月16日  | 502                  | 1.31                    |
| パナマを大コロンビアに併合したグスタボはメキシコの併合を謀る。スラッタリーはネイサン・ジェームズに乗船し、燃料と弾薬が不足する中で敵艦と戦う。アメリカ軍の衛星もウイルスに感染して墜落する。メイポート基地ではチャンドラーがウイルス攻撃を予想していた学生のクレイトン・スウェインを少尉に登用し対策を検討させる。チャンドラーと他の軍幹部は防衛方針をめぐって対立する。デルタ・チームはパナマ軍から逃げてゲリラに加わり、グスタボ軍の北上阻止のために橋の爆破を目指す。                                                                                          |                |                               |                    |                                         |                |                      |                         |
| 49 | 3              | "架け橋" "El Puente"          | Mark Malone        | Bill Roe                                | 2018年9月23日  | 503                  | 1.40                    |
| グスタボ軍はコスタリカを併合し、次はニカラグア、メキシコ、キューバを狙う。チャンドラーはネイサン・ジェームズに乗艦し、反目しあうメキシコとキューバの代表を招いて共同戦線に合意させ、ユカタン海峡を封鎖する。デルタ・チームは橋を爆破する。チャンドラーはメキシコおよびキューバと同盟したことを世界中に発信する。大統領はチャンドラーの専行を苦々しく思いながらも追認する。 |                |                               |                    |                                         |                |                      |                         |
| 50 | 4              | "北回帰線" "Tropic of Cancer" | Bud Kremp          | Katie Swain                             | 2018年9月30日  | 504                  | 1.20                    |
| ネイサン・ジェームズはキューバおよびメキシコと共同して、ユカタン海峡を封鎖しグスタボ軍の艦隊の北上を阻止しようとするが、キューバに裏切られて損傷する。デルタチームが帰国するための飛行機に向かう途中でウルフが負傷する。入構カードを用いてメイポート基地にウイルスを持ち込んだのは、グランダーソンの同性の恋人ケルシーであることが判明し、グランダーソンは刺される。 |                |                               |                    |                                         |                |                      |                         |
| 51 | 5              | "戦士の居場所" "Warriors"     | ピーター・ウェラー | Jill Blankenship & Onalee Hunter Hughes | 2018年10月7日  | 505                  | 1.05                    |
| 3か月後、戦線は北回帰線で膠着する。グランダーソンは死に、ウルフは治癒し、コンピューターウイルスは除去されている。大統領の反対を無視して、チャンドラーはダニー、ウルフ、ミラー、バークらを率いてジャマイカに行き、グスタボの戦争計画の立案者のモンタノを誘拐しようとする。チームは地下室に追い込まれ、チャンドラーは娘とのけんかを、ダニーは妻子とのひと時を、ミラーは出会った女性のことを思い出す。モンタノは死ぬが、キューバでグスタボに対抗するレジスタンスの情報を残し、チームはアメリカに帰還する。                                                           |                |                               |                    |                                         |                |                      |                         |
| 52 | 6              | "スパイの行方" "Air Drop"     | Paul Holahan       | Ira Parker                              | 2018年10月14日 | 506                  | 1.21                    |
| アメリカ軍はキューバのレジスタンスを援助する計画を立て、ネイサン・ジェームズの援護のもとで飛行機から海兵隊とデルタチームが供与武器とともに降下する。作戦中に飛行機が撃墜されてチャンドラーは緊急脱出し、レジスタンスの指導者に会う。降下部隊はコースをそれて着地した武器を回収するためにハバナの街中に入り銃撃戦になるが、チャンドラーとレジスタンスに救われて武器は無事届けられる。グスタボは疑心暗鬼になって粛清を激化させる。グランダーソンを殺して逃亡するケルシーの位置をスウェインが突き止める。                                                            |                |                               |                    |                                         |                |                      |                         |
| 53 | 7              | "要塞突入" "Somos la Sangre"  | ピーター・ウェラー | Hiram Martinez                          | 2018年10月21日 | 507                  | 1.30                    |
| キューバでアメリカ軍とレジスタンスの連合チームはグスタボ軍と戦うが膠着状態となる。ネイサン・ジェームズの援護のもとでチームは敵のキャンプに潜入する。戦闘でミラーは両足を失うが、チームはキャンプを制圧して指揮官のサラザールを捕える。チャンドラーとサーシャは、キャンプ内でメイポート基地内の司令部の模擬施設を発見する。ケルシーは他の工作員とともにメイポート基地に潜入する。 |                |                               |                    |                                         |                |                      |                         |
| 54 | 8              | "忠誠" "Honor"                | Paul Holahan       | Onalee Hunter Hughes                    | 2018年10月28日 | 508                  | 1.12                    |
| グスタボの部下たちはメイポート基地内の司令部を占領し、メイラン、スラッタリー、そして大統領を確保する。司令部からの生中継で大統領を脅迫してアメリカの陰謀を認めさせ、チャンドラーの投降を求める。チャンドラーは投降を装いボートで敵小型艦に接近し魚雷で破壊する。基地内に潜んでいたジーターとスウェインはグスタボの部下を襲って大統領ら人質を解放するが、メイランは死ぬ。 |                |                               |                    |                                         |                |                      |                         |
| 55 | 9              | "最後の極秘作戦" "Courage"    | ピーター・ウェラー | Mark Malone & Katie Swain               | 2018年11月4日  | 508                  | 1.13                    |
| チャンドラー、スラッタリーが乗り込んだネイサン・ジェームズは、僚艦ミッチェナーを伴ってコロンビアのグスタボの本拠地を突く上陸作戦を実行する。スウェインの工夫で、敵艦のレーダーをかいくぐる。バークは戦死する。グスタボは妻のカード占いによって作戦を決め、これを嫌った右腕のヘクターと配下の将軍たちは反乱を企てるが露見して殺される。 |                |                               |                    |                                         |                |                      |                         |
| 56 | 10             | "退艦" "Commitment"           | Steven Kane        | Steven Kane                             | 2018年11月11日 | 508                  | 1.15                    |
| アメリカ軍はコロンビア上陸作戦を成功させて上陸チームがグスタボの家に近づく中、ネイサン・ジェームズは敵戦艦の攻撃を受けて大破する。キューバのレジスタンスの助けでチームはグスタボを倒すが、ウルフは重傷を負う。カーラ艦長がネイサン・ジェームズの放棄を命じる中、チャンドラーは一人残って敵戦艦に衝突させる。戦艦とジェームズは轟沈する。死んだ多くの仲間たちの夢を見た後、チャンドラーは救助される。 |                |                               |                    |                                         |                |                      |                         |